# Lehrgeschwader 1
Das Lehrgeschwader 1 war ein Verband der Luftwaffe im Zweiten Weltkrieg. Als Lehrgeschwader, ausgestattet mit Bombern, erst vom Typ Heinkel He 111 später mit der Junkers Ju 88, Sturzkampfbombern vom Typ Junkers Ju 87 und Zerstörerflugzeugen vom Typ Messerschmitt Bf 110 führte es Luftangriffe mit Bomben und Bordwaffen auf zugewiesene Ziele durch. Das Geschwader beteiligte sich am Überfall auf Polen, dem Unternehmen Weserübung, dem Westfeldzug, der Luftschlacht um England, dem Luftlandeschlacht um Kreta, dem Deutsch-Sowjetischen Krieg, dem Afrikafeldzug und der Abwehr der alliierte Invasion in Nordfrankreich. Nach der bedingungslosen Kapitulation der Wehrmacht am 8. Mai 1945 wurde es aufgelöst.

## Aufstellung
Das Lehrgeschwader 1 entstand im Rahmen der am 1. Juli 1938 gebildeten Luftwaffen-Lehr-Division am 1. November 1938 aus dem am 1. Oktober 1936 in Greifswald (Lage) aufgestellten Lehrgeschwader Greifswald. Aufgrund seiner Aufgabe als Lehrgeschwader hatten die Geschwadergruppen unterschiedliche Schwerpunkte, die sich in der Ausstattung niederschlugen. Die I. (Zerstörer-) Gruppe bildete sich aus der ehemaligen II./LG Greifswald. Sie flog mit Zerstörerflugzeugen vom Typ Messerschmitt Bf 110. Die II. (Kampf-) Gruppe war die ehemalige III./KG 152 und war in Schwerin (Lage) beheimatet. Die III. Gruppe war ebenfalls eine Kampfgruppe, die aus der III./LG Greifswald aufgestellt wurde. Beide Gruppen flogen anfangs mit der Heinkel He 111. Zum Jahreswechsel 1939/40 erhielten sie die Junkers Ju 88. Die IV. (Stuka-) Gruppe war die ehemalige IV./LG Greifswald. Sie war ausgestattet mit der Junkers Ju 87. Ihr Heimathorst war Barth (Lage). Die V. (Zerstörer-) Gruppe in Jesau (Lage) war die am 8. Oktober 1939 umbenannte I. (Zerstörer-) Gruppe des Geschwaders. Gleichzeitig bildete sich eine neue I. (Kampf-) Gruppe mit der Heinkel He 111, die ab Januar 1941 die Junkers Ju 88 erhielt. Am 27. Januar 1942 verließ die IV. (Stuka-) Gruppe mit ihren Junkers Ju 87 das Geschwader und wechselte als I. Gruppe zum Sturzkampfgeschwader 5. Zuvor, am 1. Oktober 1940, war schon die V. (Zerstörer-) Gruppe als I. Gruppe zum Nachtjagdgeschwader 3 gewechselt. Die Geschwaderkennung war L1.

## Gliederung
Der Geschwaderstab führte die I. bis V. Gruppe die wiederum in Staffeln unterteilt waren. Die 1. bis 3. Staffel gehörte der I. (Kampf-) Gruppe, die 4. bis 6. Staffel der II. (Kampf-) Gruppe, die 7. bis 9. Staffel der III. (Kampf-) Gruppe, die 10. bis 12. Staffel der IV. (Stuka-) Gruppe und die 13. bis 15. Staffel der V. (Zerstörer-) Gruppe an. Jede Staffel führte ein Staffelkapitän und war in vier Ketten mit je drei Flugzeugen unterteilt. Daraus ergab sich eine Sollstärke der Gruppe von 36 Flugzeugen in den drei Staffeln + ein Flugzeug für den Gruppenkommandeur. Dies ergab bei fünf Bombergruppen eine Sollstärke von 185 Flugzeugen, + 4 Flugzeuge für den Geschwaderkommodore und seinen Stab. Daraus ergibt sich eine Sollstärke von 189 Flugzeugen. Zusätzlich wurde eine Ergänzungsgruppe gebildet, die in der Regel nicht an Kampfeinsätzen teilnahm. In ihr wurden frisch ausgebildete oder rekonvaleszente Flieger eine Zeitlang an die Frontbedingungen gewöhnt und geschult, bevor sie in eine der drei Einsatzgruppen wechselten. Darum hatte sie meist ihren Standort in der Heimatbasis des jeweiligen Geschwaders.

## Geschichte

### Überfall auf Polen
Als am 1. September 1939 der Überfall auf Polen begann, waren die einzelnen Gruppen des Lehrgeschwaders 1 auf verschiedene Kommandos aufgeteilt. Die I. Gruppe lag in Jesau (Lage), die II. in Powunden (Lage) und die III. in Prowehren (Lage); sie waren der Luftwaffen-Lehrdivision unter dem Kommando der Luftflotte 1 im Nordabschnitt zugeteilt. Der Stab, die II. und die III. (Kampf-) Gruppe flogen mit dem Bomber Heinkel He 111H, der mit zwei Motoren vom Typ Junkers Jumo 211, die jeweils 1000 PS erbrachten, eine Höchstgeschwindigkeit von 390 km/h und eine Bombenzuladung von 2000 kg erreichte. Die I. (Zerstörer-) Gruppe nutzte die Messerschmitt Bf 110B, die mit zwei Junkers Jumo 210 Motoren insgesamt 1460 PS Startleistung zur Verfügung hatte sowie die Version C, ausgerüstet mit Daimler-Benz DB 601 Motoren mit einer Startleistung von insgesamt 1980 PS. Dieser auch als schwerer Jäger bezeichnete Flugzeugtyp hatte vier 7,92-mm-MG 17 und zwei 20-mm-MG FF/M in der Nase und ein bewegliches 7,92-mm-MG 15 im Kanzelheck. Die IV. (Sturzkampf-) Gruppe in Stolp-Reitz (Lage) war der 1. Fliegerdivision unterstellt worden. Sie verwendete den Sturzkampfbomber Junkers Ju 87B-1, dessen Junkers Jumo 211 Motor 1000 PS leistete und eine Höchstgeschwindigkeit von 390 km/h und eine Bombenlast von 500 kg ermöglichte. Die Junkers Ju 87 dieser Gruppe versenkten am 1. September das polnische Torpedoboot Mazur und das Taucherboot
Nurek, die im Hafen Gdynia-Oksywie lagen. Am darauffolgenden Tag zerstörten sie in der Putziger Wiek, die Hilfsschiffe Gdynia (538 t) und Gdańsk (538 t). Am 25. September waren die I. und die IV. Gruppe dem Fliegerführer z.b.V. unterstellt und nahmen mit anderen Verbänden an einem Luftangriff auf Warschau teil.

### Unternehmen Weserübung

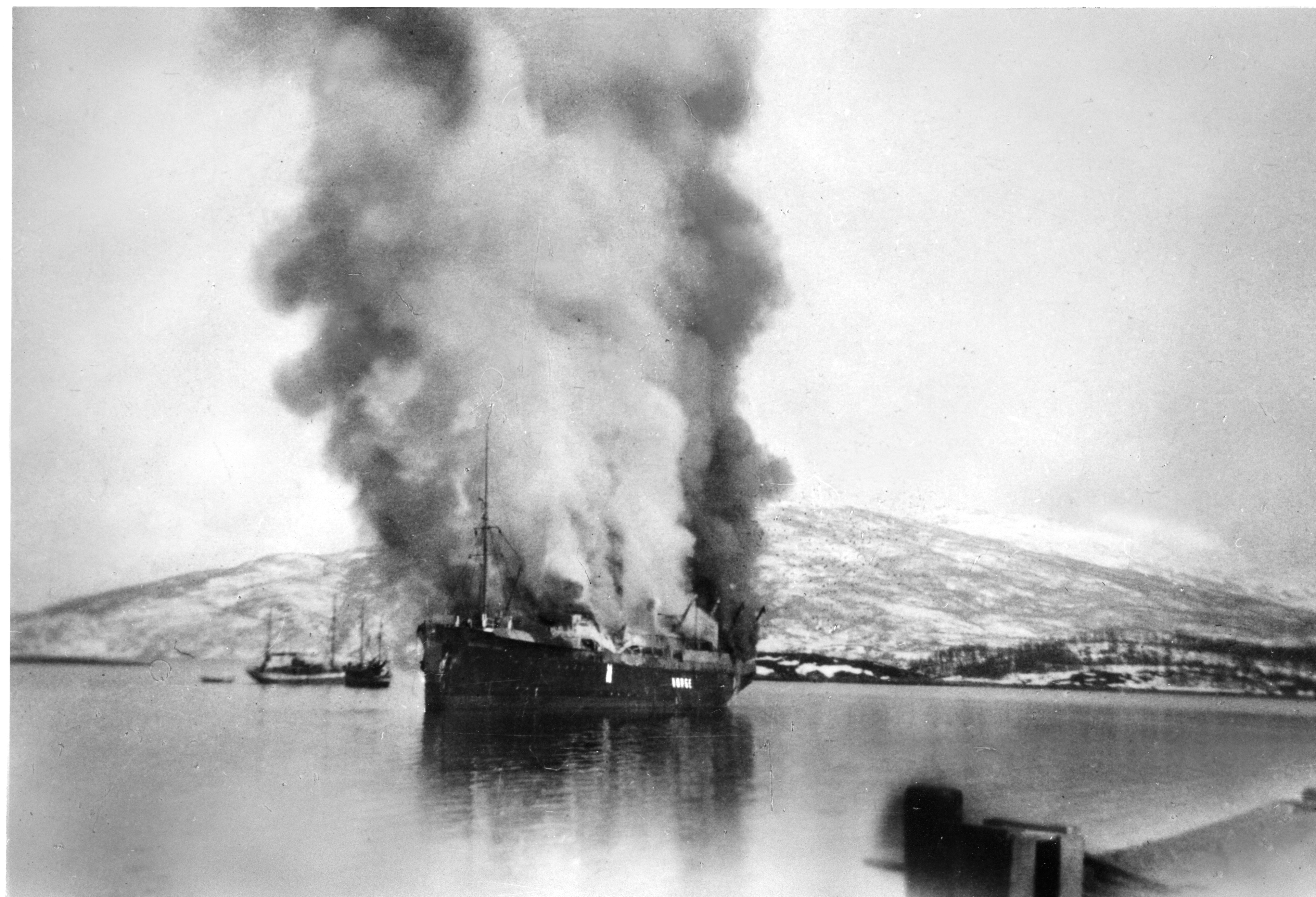
Die Dronning Maud in Flammen nach den Bombentreffern

Am Unternehmen Weserübung, der Besetzung von Dänemark und Norwegen, beteiligten sich der Stab, die I. und II. Gruppe des Geschwaders vom Fliegerhorst Schleswig (Lage) aus. Sie flogen bewaffnete Aufklärung entlang der dänischen und norwegischen Nordseeküste bis zum Nordkap. Dabei attackierte eine Kette der II. Gruppe am 1. Mai das norwegische Passagierschiff Dronning Maud, das als Hospitalschiff mit einer Rotkreuzflagge gekennzeichnet war, als es gerade in Foldvik am Südufer des Gratangsfjords anlegte. Von zwei Bomben getroffen, geriet es in Brand und sank. (Lage) Dabei wurden 18 Zivilisten getötet und 31 verletzt.

### Westfeldzug
Zu Beginn Westfeldzuges lagen die I. bis III. Gruppe in Delmenhorst-Adelheide (Lage), in Hannover-Langenhagen (Lage) und in Plantlünne/Wesel (Lage) unter dem Kommando des IV. Fliegerkorps der Luftflotte 2. Währenddessen stand die IV. (Stuka-) Gruppe in Kirchhellen (Lage) in den Reihen des VIII. Fliegerkorps innerhalb der gleichen Luftflotte, das seinen Schwerpunkt in der Heeresunterstützung hatte. Die V. (Zerstörer-) Gruppe auf dem Fliegerhorst Mannheim-Sandhofen (Lage) war unterdessen dem V. Fliegerkorps der Luftflotte 3 unterstellt. Der Stab, die II. und die III. Gruppe waren inzwischen mit der Junkers Ju 88A-1 ausgestattet, einem Bomber dessen zwei Junkers-V12-Motoren Jumo 211 B-1 insgesamt 2350 PS Startleistung erbrachten, die eine Höchstgeschwindigkeit von 460 km/h und eine Bombenzuladung von 2400 kg ermöglichten.
Die I. Gruppe trat mit 30 Bombern, davon 22 einsatzbereit in die Kämpfe ein, während der II. Gruppe 26 (davon 18 einsatzbereit) zur Verfügung standen. Ein Schwerpunkt der Kämpfe des Geschwaders waren Luftangriffe zur Heeresunterstützung. So beteiligte sich die II. Gruppe an der Schlacht bei Hannut zur Unterstützung der Panzerverbände der Heeresgruppe A. Die I. Gruppe führte Luftangriffe auf Dünkirchen, auf Ostende und anderer Städte an der Kanalküste durch. Dabei fiel am 14. Juni der Gruppenkommandeur der IV. Gruppe, Oberleutnant Peter Kögl, als seine Junkers Ju 87B nahe Cappel von Artilleriefeuer getroffen wurde und abstürzte.
Am 3. Juni nahm das Geschwader am Unternehmen Paula teil, um die letzten noch vorhandenen Flugzeuge der Armée de l’Air und die Flugzeugindustrie zu zerstören. Da die französische Luftwaffe allerdings vorgewarnt war gelang es nicht, auf den angegriffenen 13 Flugplätzen nennenswerte Schäden anzurichten. Insgesamt wurden nur 16 Flugzeuge am Boden zerstört und 6 beschädigt. Von den angegriffenen 15 Fabriken wurden nur 3 erwähnenswert beschädigt. Dabei kamen 254 Zivilisten ums Leben und 652 wurden verletzt. Auf deutscher Seite gingen vier Bomber und sechs Jagdflugzeuge verloren. Der am 18. Juni mit seiner Ju 88A-1 westlich von Brest durch französische Luftabwehrgeschütze abgeschossene Geschwaderkommodore, Oberst Alfred Bülowius geriet schwerverletzt in französische Kriegsgefangenschaft. Er kehrte nach dem Waffenstillstand wieder zurück.
Insgesamt verlor das Geschwader vom 10. Mai bis zum 25. Juni 55 Flugzeuge, davon 50 durch Kampfhandlungen. Nach eigenen Angaben versenkte es 7 Schiffe, beschädigte weitere 23 und schoss 19 alliierte Flugzeuge ab.

### Luftschlacht um England

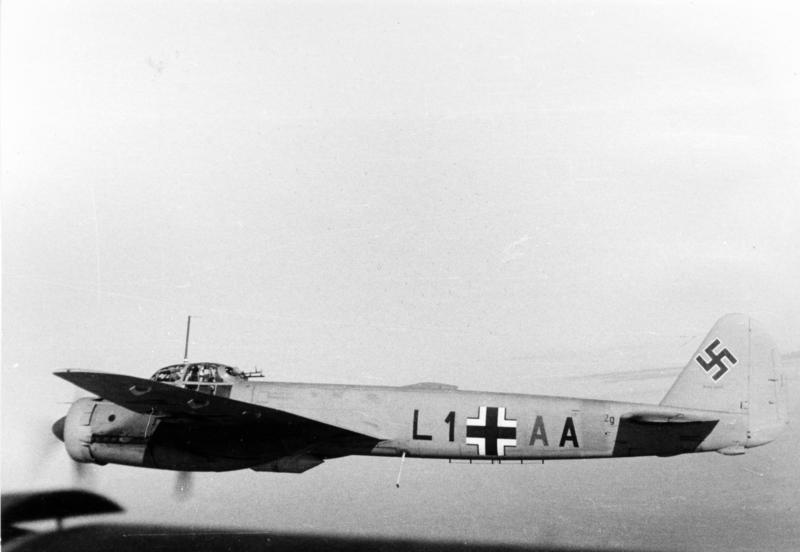
Junkers Ju 88 des Geschwaderkommodore

In der anschließenden Luftschlacht um England blieb die I. bis III. Gruppe beim IV. Fliegerkorps, nun aber unter dem Kommando der Luftflotte 3. Sie waren am 13. August 1940 stationiert in Orléans-Bricy (I. und II.) (Lage) (anderen Quellen gemäß lag die II. in Ligescourt (Crécy) und in Châteaudun (Lage). Die IV. Gruppe in Hesdin (Lage) wechselte zum II. Fliegerkorps der Luftflotte 2, während die V. Gruppe in Lessay (Lage) und Rocquancourt jetzt dem VIII. Fliegerkorps unterstand. Am 18. September geriet der Gruppenkommandeur der II. Gruppe, Major Heinz Kramer, in britische Gefangenschaft, als seine Ju 88A-1 (Geschwaderkennung L1+XC) bei einem Luftangriff auf Liverpool nahe Warminster durch eine Spitfire der 152 Squadron abgeschossen wurde. Am 25. September 1940 führte das Geschwader zusammen mit dem Kampfgeschwader 55 einen Luftangriff auf die Bristol Aeroplane Company in Filton durch. Dabei zerstörten oder beschädigten sie durch Bombenabwurf auf dem Flugplatz 80 Bristol Beaufort und Bristol Blenheim. Am 27. September fiel der Gruppenkommandeur der V. Gruppe, Hauptmann Horst Liensberger, als er mit seiner Messerschmitt Bf 110C-2 (Geschwaderkennung L1+XB), während eines Luftkampfes mit einem britischen Jäger der 249 Squadron kollidierte und bei Simmons Field abstürzte. Insgesamt verlor das Geschwader bis Dezember 1940 94 Flugzeuge, 119 gefallene und 138 vermisste oder in Gefangenschaft geratene Geschwaderangehörige.

### Luftlandeschlacht um Kreta
Bei Luftangriffen am 20. und 24. April auf den Hafen von Piräus versenkte die I. Gruppe die Frachter Ellenis und Pennland. Anschließend nahmen die I. bis III. Gruppe ab dem 20. Mai 1941 an der Luftlandeschlacht um Kreta teil. Dazu waren sie dem VIII. Fliegerkorps der Luftflotte 4 unterstellt. Im Rahmen dieser Operation versenkten sie mehrere Handelsschiffe und den Flakkreuzer Calcutta (Lage) und beschädigten die Schlachtschiffe Barham und Warspite sowie den leichte Kreuzer Ajax. An der Versenkung des Leichten Kreuzers Fiji (Lage) war die II./LG 1 beteiligt.

### Deutsch-Sowjetischer Krieg
Zu Beginn des deutschen Überfalls auf die Sowjetunion war die IV.(Stuka-) Gruppe dem Fliegerführer Nord der Luftflotte 5 in Finnland unterstellt und nahm von ihrer Basis Rovaniemi (Lage) am Angriff auf die Sowjetunion teil. Als am 1. Juli 1941, aus dem Raum um Petsamo der deutsche Angriff des XIX. Gebirgs-Korps mit der 2. und der 3. Gebirgs-Division auf Murmansk begann, griff sie mit ihren Sturzkampfbombern vom Typ Junkers Ju 87B in die Kämpfe ein. Dabei versenkte sie am 20. Juli 1941 in der Kola-Bucht, unter dem Verlust von 121 Besatzungsmitgliedern, den sowjetischen Zerstörer Stremitenlnyi und das Wachschiff Shtil. Die Gruppe verließ zum 27. Januar 1942 den Geschwaderverband und wurde in I. Gruppe des Sturzkampfgeschwaders 5 umbenannt.
Ab März 1942 wechselte die III./LG 1 zur Luftflotte 4 im Südabschnitt der Ostfront. Dort nahm sie an der Eroberung von Sewastopol teil und unterstützte die Sommeroffensive des Heeres bis August 1942. Danach verlegte sie zurück in die Heimat um ab Oktober 1943 wieder zu den beiden anderen Gruppen in den Mittelmeerraum zurückzukehren. Diese unterstanden zu dieser Zeit dem X. Fliegerkorps des Luftwaffenkommandos Südost.

### Luftkrieg im Mittelmeerraum 1941
Zu Beginn des Jahres 1941 lagen der Stab, die II. und die III. Gruppe im italienischen Catania (Lage) am Mittelmeer. Von dort aus versenkten Junkers Ju 88 der II. Gruppe am 24. Februar vor Tobruk den britischen Zerstörer Dainty (Lage).
Ebenfalls vor Tobruk versenkten Ju 88 der III./LG 1 am 12. Mai 1941 das britische Kanonenboot Ladybird (Lage). Die Liegeplätze im Juni befanden sich für die I. und II. Gruppe im griechischen Eleusis (Lage) und Iraklion (Lage) oder im italienischen Catania (Lage). Die III. Gruppe war während dieser Zeit dem Fliegerführer Afrika unterstellt und startete von den libyschen Flugplätzen Derna und Bengasi (Lage). Im Juni/Juli 1941 griff das Geschwader wiederholt die Häfen von Alexandria und Port Said in Ägypten an, um die britische Schifffahrt zu stören. Auch im Suezkanal wurden Schiffe direkt angegriffen oder Luftminen abgeworfen. Am 11. Juli 1941 beschädigte es vor Tobruk den britischen Zerstörer Defender so schwer, dass er später im Schlepp sank (Lage). Im August 1941 lag der Schwerpunkt weiterhin an der nordafrikanischen Küste, insbesondere beim Nachschubverkehr nach Tobruk, wo wiederholt britische Schiffe beschädigt wurden. Auch griffen die I. und die II. Gruppe im September mehrfach Schiffsziele im Roten Meer vor Suez an, beschädigten am 4. September die britische Harpalycus, versenkten am 6. September den US-Frachter Steel Seafarer und beschädigten am 10. September den panamesischen Frachter Honduras.

### Luftkrieg im Mittelmeerraum 1942

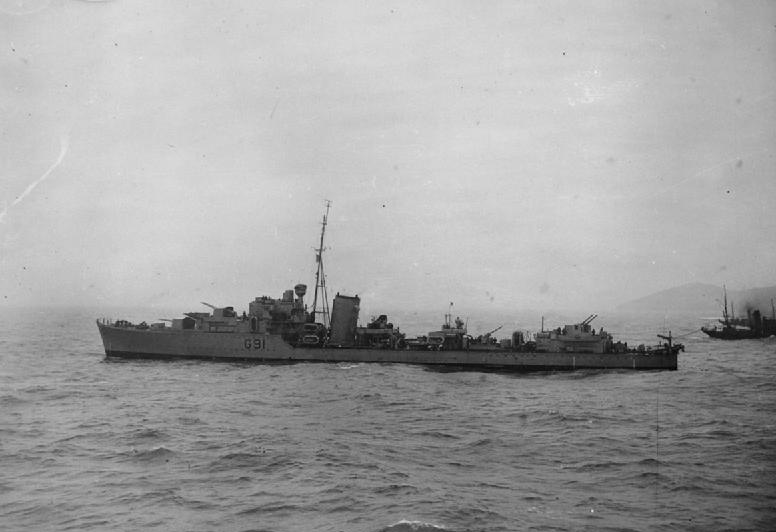
Versenkter Zerstörer Kipling

Zu Beginn des Jahres 1942 lagen der Stab, die I. und die II. Gruppe in Eleusis und führten Luftkrieg im Mittelmeerraum. Die beiden Gruppen waren überwiegend mit der Junkers Ju 88A-4 trop ausgerüstet, die mit je zwei Junkers Jumo 211 J-V12-Motoren mit je 1420 PS Startleistung eine Höchstgeschwindigkeit von 500 km/h und eine Bombenlast von 3000 kg erreichten.
Am 10. Mai 1942 versenkten Flugzeuge der I./LG 1, etwa 90 Seemeilen nordwestlich von Marsa Matruh die Zerstörer Jackal (Lage), Kipling (Lage) und Lively (Lage). Am gleichen Tag bombardierten andere Flugzeuge des Geschwaders vor El-Alamein das Lazarettschiff RAMB IV (Lage), so dass es sank. Im Juni griff es den Konvoi MW 11 an, der von Alexandria in Richtung Malta unterwegs war und versenkte einen Frachter und beschädigte einen weiteren.
Am 14. September bombardierten Junkers Ju 88 der I. Gruppe, zusammen mit Junkers Ju 87 der 8. Staffel des Sturzkampfgeschwaders 3 vor Marsa Matruh den britischen Kreuzer Coventry (Lage). Dieser wurde schwer beschädigt und später vom britischen Zerstörer Zulu versenkt. Bei einem Mineneinsatz im Mittelmeer nahe Tobruk wurde der Geschwaderkommodore, Major Franz von Benda, mit seiner Ju 88A-4 (Geschwaderkennung L1+BA) von einem britischen Flugabwehrgeschütz getroffen und stürzte ab. Dabei verstarben er und seine Besatzung.

### Luftkrieg im Mittelmeerraum 1943
Am 24. April 1943 griff eine einzelne Junkers Ju 88 der II. Gruppe das britische U-Boot Sahib (Lage) mit Wasserbomben an. Die Sahib war durch den Angriff der italienischen Korvetten Gabbiano, Climene und Euterpe bereits schwer beschädigt und sank daraufhin nordöstlich von Sizilien. Am 2. August 1943 erlag der Geschwaderkommodore Oberstleutnant Hans-Werner Freiherr von Buchholtz seinen Verletzungen, die er sich beim Absturz einer Fieseler Fi 156C-3 bei einem Kurierflug nahe Foggia in Italien zugezogen hatte.

### Luftkrieg nach der alliierten Landung in Nordfrankreich
Nach Beginn der alliierten Invasion in Nordfrankreich verlegten die I. und II. Gruppe nach Le Culot (Lage) und Chièvres (Lage), um in die Kämpfe einzugreifen. Die III. Gruppe löste sich im Juni 1944 auf. Dabei stürzte der Gruppenkommandeur der II. Gruppe, Hauptmann Dieter Clemm von Hohenberg nach einem Nachteinsatz am 30. Juni mit seiner Ju 88A-4 nördlich von Wiesbaden ab und verstarb. Sich dem allgemeinen Rückzug anschließend, fanden sich die beiden verbliebenen Gruppen ab September 1944 auf westdeutschen Liegeplätzen wieder. Dabei fiel der Gruppenkommandeur der I. Gruppe, Hauptmann Rüdiger Pannenborg, als er mit seiner Junkers Ju 88S-3 (Geschwaderkennung L1+AB) am 26. Dezember 1944 die Maas-Brücke bei Naumur angriff und von Flakgranaten getroffen wurde. Sein Nachfolger Hauptmann Paul Hecking kehrte am 23. Januar von einem Einsatz im Bereich der Scheldemündung nicht mehr zurück, als seine Ju 88A-4 (Geschwaderkennung L1+GK) von britischen Mosquitos der 409 Squadron abgeschossen wurde.

### Kriegsende 1945
Ab Januar war das Geschwader der 14. Fliegerdivision des Luftwaffenkommandos West, später der Luftflotte Reich unterstellt.
Das Kriegsende erlebten die I. und II. Gruppe in Schleswig (Lage) und Jüterbog (Lage).

## Kommandeure

### Geschwaderkommodore
| Dienstgrad     | Name                               | Zeit                                  |
| -------------- | ---------------------------------- | ------------------------------------- |
| Oberst         | Robert Knauss                      | 1. Oktober 1937 bis 17. November 1939 |
| Generalmajor   | Alfred Bülowius                    | 10. April 1940 bis 21. Oktober 1940   |
| Oberst         | Friedrich-Karl Knust               | 21. Oktober 1940 bis 18. Februar 1942 |
| Major          | Franz von Benda                    | Juni 1942 bis 2. Dezember 1942 †      |
| Oberstleutnant | Hans-Werner Freiherr von Buchholtz | 24. März 1943 bis 2. August 1943 †    |
| Oberst         | Joachim Helbig                     | 14. August 1943 bis 2. März 1945      |
| Major          | Richard Czekay                     | 2. März 1945 bis 4. Mai 1945          |

### Gruppenkommandeure
I. Gruppe
- Hauptmann Axel von Blomberg, 1. November 1938 bis 1. April 1939[41]
- Major Walter Grabmann, 1. April 1939 bis 8. Oktober 1939[42]
- Major Eduard Teske, 1. November 1939 bis 1. Juli 1940[43]
- Hauptmann Wilhelm Kern, 1. Juli 1940 bis 7. Oktober 1940[44]
- Hauptmann Kuno Hoffmann, 7. Oktober 1940 bis 1. Oktober 1941[45]
- Major Dipl.-Ing. Karl Vehmeyer, 1. Oktober 1941 bis 4. November 1941[46]
- Major Joachim Helbig, 5. November 1941 bis 24. Januar 1943[47]
- Hauptmann Helmuth-Gerhard Hoffmann, Januar 1943 bis März 1943[48]
- Hauptmann Karl-Heinz Schomann, 24. März 1943 bis 4. Oktober 1943[49]
- Major Heinz Ott, 5. Oktober 1943 bis März 1944[50]
- Major Ludwig Schnegelsberg, März 1944 bis Mai 1944[51]
- Major Richard Czekay, 16. Mai 1944 bis 1. Juli 1944[52]
- Major Heinz Ott, 7. Juli 1944 bis  November 1944[53]
- Hauptmann Rüdiger Pannenborg,  November 1944 bis 26. Dezember 1944 †[54]
- Hauptmann Paul Hecking, 27. Dezember 1944 bis 23. Januar 1945 †[55]
- Hauptmann Siegfried Freiherr von Cramm, 12. Februar 1945 bis April 1945[56]

II. Gruppe
- Oberstleutnant Hans-Detlef Herhudt von Rohden, 1. November 1938 bis 1. Juli 1939[57]
- Major Kurt Dobratz, 1. Juli 1939 bis 15. Mai 1940[58]
- Hauptmann Heinz Cramer, 16. Mai 1940 bis 17. September 1940[59]
- Hauptmann Bernhard von Dobschütz, 1. September 1940 bis 1. Oktober 1940[60]
- Hauptmann Arved Crüger, 1. Oktober 1940 bis 9. November 1940[61]
- Major Gerhard Kollewe, Dezember 1940 bis 17. Oktober 1942[62]
- Hauptmann Gerhard Richter, 18. Oktober 1942 bis 20. Januar 1943[63]
- Hauptmann Karl-Heinz Schomann, 21. Januar 1943 bis 24. März 1943[64]
- Major Gerhard Richter, 24. März 1943 bis 10. September 1943[65]
- Oberleutnant Leopold Köck, 10. September 1943 bis 3. Mai 1944[66]
- Hauptmann Dieter Clemm von Hohenberg, 25. April 1944 bis 30. Juni 1944 †[67]
- Hauptmann Karl Peters, 24. Juli 1944 bis 4. Mai 1945[68]

III. Gruppe
- Oberstleutnant Hans Seidemann, 1. April 1938 bis 30. November 1938[69]
- Major Ernst Bormann, 1. Dezember 1938 bis 18. Juli 1940[70]
- Hauptmann Karl-Friedrich Knust, 19. Juli 1940 bis Oktober 1940[71]
- Hauptmann Hermann Grote, 24. Oktober 1940 bis 28. Februar 1941[72]
- Hauptmann Bernhard Nietsch, Dezember 1940 bis Dezember 1941[73]
- Hauptmann Hermann Hogeback, Juli 1942 bis 31. August 1942[74]
- Hauptmann Hans-Günther Nedden, 1. Mai 1943 bis 25. April 1944[75]
- Hauptmann Dieter Clemm von Hohenberg, 25. April 1944 bis 30. Juni 1944[76]

IV. Gruppe
- Hauptmann Peter Kögl, 1. November 1938 bis 14. Juni 1940 †[77]
- Hauptmann Bernd von Brauchitsch, 15. Juni 1940 bis 31. Juli 1940[78]
- Hauptmann Erwin Röder, 1. August 1940 bis 21. Dezember 1940[79]
- Hauptmann Walter Klemme, 21. Dezember 1940 bis 31. Mai 1941[80]
- Hauptmann Arnulf Blasig, 1. Juni 1941 bis 27. Januar 1942[81]
- Hauptmann Gerhard Richter, 26. Februar 1942 bis 17. Oktober 1942[82]
- Major Erwin Schulz, 18. Oktober 1942 bis 21. November 1942[83]
- Major Hans-Werner Freiherr von Buchholtz, 22. November 1942 bis 31. Januar 1943[84]
- Major Heinz Ott, 1. Februar 1943 bis September 1943[85]
- Hauptmann Karl-Heinz Schomann, 5. Oktober 1943 bis 1. Juli 1944[86]

V. Gruppe
- Major Walter Grabmann, 8. Oktober 1939 bis 16. April 1940[87]
- Hauptmann Horst Liensberger, 16. April 1940 bis 27. September 1940[88]
- Hauptmann Helmut Peters, 29. September 1940 bis 1. Oktober 1940[89]

Ergänzungsgruppe
- Major Dipl.-Ing. Karl Vehmeyer, 17. April 1941 bis 23. November 1941[90]
- Hauptmann Gerhard Richter, 26. Februar 1942 bis 17. Oktober 1942[91]
- Major Erwin Schulz, Oktober 1942 bis 21. November 1942[92]
- Major Hans-Werner von Buchholz, November 1942 bis 31. Januar 1943
- Major Heinz Ott, 1. Februar 1943 bis  September 1943[93]
- Major Karl-Heinz Schomann, 5. Oktober 1943 bis 1. Juli 1944[94]
- Major Richard Czekay, 2. Juli 1944 bis 11. Januar 1945[95]

## Auszeichnungen
Bekannte Träger des Ritterkreuz des Eisernen Kreuzes oder höherer Stufen des Lehrgeschwaders 1.
| Name                          | Dienstgrad     | Einheit   | Ritterkreuz   | Eichenlaub     | Schwerter     |
| ----------------------------- | -------------- | --------- | ------------- | -------------- | ------------- |
| Baumgartl, Erich              | Oberleutnant   | 9./LG 1   | 31. Juli 1943 |                |               |
| Beeger, Horst                 | Hauptmann      | 3./LG 1   | 23. Nov. 1941 |                |               |
| Blasig, Arnulf                | Hauptmann      | IV./LG 1  | 4. Sep. 1941  |                |               |
| Boecker, Heinrich             | Hauptmann      | 12./LG 1  | 29. Feb. 1944 |                |               |
| Bülowius, Alfred              | Oberst         | Stab/LG 1 | 4. Juli 1940  |                |               |
| Clemm von Hohenberg, Dieter † | Major          | II./LG 1  | 18. Nov. 1944 |                |               |
| Cramer, Heinz                 | Major          | II./LG 1  | 18. Sep. 1940 |                |               |
| Czekay, Richard               | Hauptmann      | 10./LG 1  | 30. Dez. 1942 |                |               |
| Helbig, Joachim               | Hauptmann      | 4./LG 1   | 24. Nov. 1940 | 16. Jan. 1942  | 28. Sep. 1942 |
| Hoffmann, Kuno                | Hauptmann      | I./LG 1   | 14. Juni 1941 |                |               |
| Hogeback, Hermann             | Hauptmann      | 9./LG 1   | 8. Sep. 1941  |                |               |
| Ilk, Iro                      | Oberleutnant   | 2./LG 1   | 21. Okt. 1942 |                |               |
| Isachsen, Herbert             | Leutnant       | 2./LG 1   | 3. Sep. 1943  |                |               |
| Knust, Friedrich-Karl         | Oberstleutnant | Stab/LG 1 | 3. Mai 1942   |                |               |
| Kollewe, Gerhard              | Hauptmann      | II./LG 1  | 5. Juli 1941  | 17. Aug. 1942  |               |
| Krämer, Peter-Bruno           | Hauptmann      | I./LG 1   | 15. Jan. 1945 |                |               |
| Leupert, Otto                 | Oberfeldwebel  | I./LG 1   | 22. Jan. 1943 |                |               |
| Peters, Karl                  | Major          | II./LG 1  | 24. Juli 1944 |                |               |
| Pfeiffer, Johannes            | Oberleutnant   | 12./LG 1  | 10. Okt. 1941 |                |               |
| Richter, Gerhard              | Oberleutnant   | 9./LG 1   | 24. Nov. 1940 |                |               |
| Roth, Günther                 | Oberleutnant   | 12./LG 1  | 26. März 1944 |                |               |
| Sattler, Georg                | Oberleutnant   | 1./LG 1   | 5. Feb. 1944  | 6. Dez. 1944 † |               |
| Schlund, Franz                | Oberfeldwebel  | 4./LG 1   | 30. Aug. 1941 |                |               |
| Schomann, Karl-Heinz          | Hauptmann      | IV./LG 1  | 29. Okt. 1943 |                |               |
| Stahl, Erhard †               | Oberfeldwebel  | 3./LG 1   | 16. Apr. 1942 |                |               |
| Stamp, Gerhard                | Oberleutnant   | 1./LG 1   | 24. März 1943 |                |               |
| Sy, Erwin-Paul                | Oberleutnant   | 4./LG 1   | 22. Mai 1942  |                |               |

## Bekannte Geschwaderangehörige
- Wolfgang von Bergh (1921–2015), war von 1979 bis 1981, als Generalleutnant der Luftwaffe der Bundeswehr, Stellvertreter des Inspekteurs der Luftwaffe
- Arnulf Blasig (1913–1998), war ein Oberst der Luftwaffe der Bundeswehr
- Bernd von Brauchitsch (1911–1974), war Vorsitzender der Landesvereinigung der Schleswig-Holsteinischen Arbeitgeberverbände, des Arbeitgeberverbandes für die Chemische Industrie und Kunststoffverarbeitung Schleswig-Holsteins sowie des Wirtschaftsverbandes Asbest
- Heinz Cramer (1911–2003), war 1937 Deutscher Meister im Modernen Fünfkampf und von 1963 bis 1966, als Brigadegeneral der Luftwaffe der Bundeswehr, Chef des Stabes der Second Allied Tactical Air Force
- Arved Crüger (1911–1942), war Ehemann der Schauspielerin Carola Höhn
- Wolfgang von Gronau (1893–1977), war ein deutscher Luftfahrtpionier
- Ernst Kusserow (1903–1968), war von 1961 bis 1963, als Brigadegeneral der Luftwaffe der Bundeswehr, Amtschef des Luftwaffenamtes
- Ewald Oppermann (1896–1965), war ein DLV- und NSFK-Gruppenführer sowie Generalkommissar für den Generalbezirk Nikolajew im Reichskommissariat Ukraine
- Horst Rudat (1920–1982), war von 1977 bis 1980, als Generalmajor der Luftwaffe der Bundeswehr, Kommandeur des Lufttransportkommandos
- Johannes Steinhoff (1913–1994), war von 1966 bis 1970, als Generalleutnant der Luftwaffe der Bundeswehr, Inspekteur der Luftwaffe